# Федяево (Кирилловский район)
Федяево — деревня в Кирилловском районе Вологодской области.
Входит в состав Николоторжского сельского поселения, с точки зрения административно-территориального деления — в Волокославинский сельсовет.
Расстояние до районного центра Кириллова по автодороге — 34 км, до центра муниципального образования Никольского Торжка по прямой — 7 км. Ближайшие населённые пункты — Осник, Сазоново, Минчаково.
По переписи 2002 года население — 3 человека.